# Wellington Dias
José Wellington Barroso de Araújo Dias (Oeiras, 5 de marzo de 1962) es un político brasileño afiliado al Partido de los Trabajadores.
Fue elegido gobernador del estado de Piauí en el 2002. En las elecciones a la gobernadoría del 2006 fue reelegido sin necesidad de segunda vuelta con el 61,68% de los votos. Sacó más de treinta puntos a Mão Santa, su rival más cercano.
- Datos: Q7981381
- Multimedia: Wellington Dias / Q7981381